# 布林齐奥
布林齐奥（義大利語：Brinzio），是意大利瓦雷泽省的一个市镇。总面积6.41平方公里，人口881人，人口密度137.4人/平方公里（2009年）。国家统计（ISTAT）代码为012021。

## 友好城市
- 法國绍村 2013年